# Gergely Tamás (író)
Gergely Tamás (Brassó, 1952. augusztus 19. –) erdélyi magyar író, újságíró.

## Életútja
Középiskolai tanulmányait szülővárosában végezte, a Babeș–Bolyai Tudományegyetemen szerzett magyar–francia szakos tanári diplomát (1975). Mint egyetemi hallgató részt vett a Stúdió 51 színi mozgalmában; tanári pályára lépve, előbb Tamásváralján, majd Halmiban tanított, 1979-től az Ifjúmunkás művelődési rovatának és irodalmi mellékletének szerkesztője volt.
1987-ben elhagyta Romániát és Svédországban telepedett le. A Ceaușescu-diktatúra bukása után felvette a kapcsolatot szülőföldjével, újra bekapcsolódott az erdélyi irodalmi és művészeti életbe. Újra publikál romániai magyar nyelvű lapokban (Brassói Lapok, Látó, Szabadság, Romániai Magyar Szó stb.). A stockholmi Egyetemes Magyar Képzőművészeti Egyesület (EMKES) munkáját is figyelemmel kíséri, ezen egyesület elsősorban az erdélyi és az Erdélyből elszármazott képzőművészek kiállításait támogatja. Részt vállalt az Egyetemes Magyar Képzőművészeti Egyesület Stockholm című kötetet megírásában Tar Károllyal (Lund), s Takács Gáborral (Kolozsvár), s a másik Takács Gáborral (Szentendre).
Felelős szerkesztője a Káfé Főnix internetes irodalmi és fotóművészeti lapnak.

## Munkássága
Első írása az Utunkban jelent meg (1978), itt s a Korunk, Igaz Szó, Ifjúmunkás hasábjain szerepelt, közben az Igazság és Szatmári Hírlap azóta megszűnt ifjúsági oldalain (Fellegvár, Jelen) közölt. Mívesen szerkesztett és logikailag megfejthető groteszk novelláiban a beat-nemzedék elidegenedettségét és csalódottságát fejezi ki, ötletessége mögött mély emberséggel s a dolgok művészi érzékelésével.

## Kötetei
- Módosítás (novellák, történetek, Forrás-kötet, 1981).
- Latorcza kontinens : a döbbenet egypercesei. Marosvásárhely : Mentor, cop. 1998. 88 p.
- Torokcsavar : regény. Ill. Maurits Ferenc. Csíkszereda : Bookart, 2010. 	238 p.[4]
- Szépvölgyi mesék (meseregény Damó István rajzaival). Százhalombatta : Üveghegy, cop. 2014. 46 p.
- Vadmalac és a kitartott magas Cé (félpercesek). Százhalombatta: Üveghegy, cop. 2015. 86 p.
- Ki eteti a sirályokat? (anekdoták). Százhalombatta: Üveghegy, cop. 2016. 134. p.
- Fifi. Egy illatcsepp története (meseregény Damó István illusztrációival). Százhalombatta: Üveghegy, 2017. 38 p.
- Az én Koreám (memoár). Százhalombatta: Üveghegy, 2018. 202 p.
- Vadmalac meg én (műhelynapló). Százhalombatta: Üveghegy, 2019. 98 p.[5]
- VérHárs. Százhalombatta: Üveghegy, 2020. 90 p.
- Mälar-parti séták (naplójegyzetek). Százhalombatta: Üveghegy, 2022. 134 p.